# Ukraine aux Jeux olympiques d'été de 1996
L'Ukraine participe aux Jeux olympiques d'été de 1996 à Atlanta aux États-Unis. 231 athlètes ukrainiens, 146 hommes et 85 femmes, ont participé à 148 compétitions dans 21 sports. Ils y ont obtenu 23 médailles : 9 d'or, 2 d'argent et 12 de bronze.

## Médailles
| Médaille | Discipline    | Épreuve                                      | Athlète | Performance | Date |
| -------- | ------------- | -------------------------------------------- | --- | ----------- | ---- |
| Or       | Athlétisme    | Triple saut femmes                           | Inessa Kravets |             |      |
| Or       | Boxe          | Poids super-lourds (+91 kg)                  | Wladimir Klitschko |             |      |
| Or       | Gymnastique   | Barres parallèles hommes                     | Rustam Sharipov |             |      |
| Or       | Gymnastique   | Concours général individuel femmes           | Lilia Podkopayeva |             |      |
| Or       | Gymnastique   | Sol femmes                                   | Lilia Podkopayeva |             |      |
| Or       | Gymnastique   | Gymnastique rythmique - épreuve individuelle | Ekaterina Serebrianskaya                                                                                                |             |      |
| Or       | Voile         | 470 hommes                                   | Yevhen Braslavets, Ihor Matviyenko                                                                                      |             |      |
| Or       | Haltérophilie | 99-108 kg                                    | Tymur Taymazov |             |      |
| Or       | Lutte         | Lutte gréco-romaine - -90 kg                 | Vyacheslav Oliynyk |             |      |
| Argent   | Gymnastique   | Poutre femmes                                | Lilia Podkopayeva |             |      |
| Argent   | Aviron        | Quatre de couple femmes                      | Svitlana Maziy Diana Miftakhutdinova Inna Frolova Olena Ronzhyna                                                        |             |      |
| Bronze   | Athlétisme    | Saut en hauteur femmes                       | Inha Babakova |             |      |
| Bronze   | Athlétisme    | Lancer du marteau hommes                     | Oleksandr Krykun |             |      |
| Bronze   | Athlétisme    | Lancer du poids hommes                       | Oleksandr Bahach |             |      |
| Bronze   | Boxe          | Poids mi-mouches (-48 kg)                    | Oleh Kyryukhin |             |      |
| Bronze   | Gymnastique   | Concours par équipes hommes                  | Rustam Sharipov Oleksandr Svetlichnyi Volodymyr Shamenko Ihor Korobchynskyy Yuri Yermakov Oleh Kosiak Hryhoriy Misyutin |             |      |
| Bronze   | Gymnastique   | Gymnastique rythmique - épreuve individuelle | Elena Vitrichenko |             |      |
| Bronze   | Haltérophilie | 91-99 kg                                     | Mykola Hordiychuk |             |      |
| Bronze   | Lutte         | Lutte gréco-romaine - -52 kg                 | Andriy Kalashnykov |             |      |
| Bronze   | Lutte         | Lutte libre - -62 kg                         | Elbrus Tedeyev |             |      |
| Bronze   | Lutte         | Lutte libre - -68 kg                         | Zaza Zazirov |             |      |
| Bronze   | Voile         | 470 femmes                                   | Olena Pakholchyk, Ruslana Taran                                                                                         |             |      |
| Bronze   | Tir à l'arc   | Individuel femmes                            | Olena Sadovnytcha |             |      |